# Transilvania (navire)
Pour les articles homonymes, voir Transylvania.
Commandé par le Service maritime roumain, le paquebot Transilvania, construit en 1937 au chantier naval Burmeister & Wein, Danemark, a été lancé le 11 février 1938, et est arrivé le 26 juin de cette même année à son port d'attache : Constanza, sur la mer Noire. 

## Caractéristiques
- Déplacement: 672 tpl
- Capacité : 412 couchettes
- Longueur : 128,55 m
- Largeur : 17,61 m
- Tirant d'eau : 5,70 m
- Hauteur des œuvres-mortes : 8,5 m
- Vitesse de croisière : 25 nœuds
- Équipage : 146 membres

## Historique
C'était un navire de croisière du Service maritime roumain qui, en 1938 et 1939, a navigué en Mer Noire, Méditerranée, mer Rouge et océan Indien ; avec son « sister-ship » Basarabia, c'était l'un des deux paquebots surnommés « les cygnes blancs de la mer Noire ».
Au début de la Seconde Guerre mondiale, il a transporté des émigrants juifs vers Haïfa, envoyés par l'organisation « Aliya » d'Eugen Meissner et de Samuel Leibovici. Puis, après que les Alliés aient déclaré la guerre à la Roumanie en décembre 1941, il a été bloqué dans le Bosphore par les autorités turques, à la demande du consulat britannique, jusqu'en octobre 1944, lorsqu'il passe sous pavillon soviétique au titre des captures de guerre (en fait, en octobre 1944, la Roumanie était devenu un pays allié de l'URSS). Après cinq ans d'immobilisation sans entretien à Istanbul puis à Odessa, il est restitué en piètre état en 1946 à la « Sovromtransport » (régie soviéto-roumaine qui a remplacé le « Service maritime roumain ») et reprend ses rotations entre Constanza et Haïfa. Il est alors aménagé pour doubler le nombre de passagers, et durant cinq ans, les émigrants juifs s'entassent jusque sur les ponts extérieurs sur des matelas gonflables.  
Le Transilvania cesse ses rotations en 1951, ayant transporté environ 50 000 Juifs roumains vers Israël. Il est rénové en 1952 et ensuite à nouveau employé comme paquebot de croisière par le régime communiste roumain (sous l'égide de la compagnie d'État « Navrom ») pour promener le long des rives nord de la mer Noire des touristes de marque issus de la nomenklatura des pays de l'Est et des partis communistes occidentaux. Bien des amitiés et des intrigues, dit la légende du navire, se sont nouées pendant ces croisières, dont la Crimée et le Caucase soviétique (Sotchi, Soukhoumi, Batoumi), mais aussi, parfois, Istanbul, étaient les escales. En 1972, le Transilvania est déclassé et transformé en centre de travaux pratiques d'électricité et mécanique de l'Académie navale, amarré à Galați, sur le Danube.
Le 9 septembre 1979, l'étiage du Danube fait rapidement baisser le niveau du fleuve et chavirer le bâtiment au mouillage. Le navire étant désert, aucune victime n'est à déplorer. Lorsque l'eau revient, l'épave est immergée à moitié. Elle est partiellement découpée et démembrée à partir de 1983, mais quelques restes d'acier rouillé sont encore visibles. Son sister-ship Basarabia, également confisqué en 1945, est resté soviétique et, rebaptisé  „Украина”/Ukraine, a servi de cadre à une partie de l'action du film Le Bras de diamant („Бриллиантовая рука”) de Leonid Gaïdaï, tourné en 1968 ; il a été déclassé en 1987 et vendu au Pakistan comme ferraille.

## Sources
- (ro) : « Musée de la Marine de Constanza »(Archive.org • Wikiwix • Archive.is • Google • Que faire ?)
- (ro) : navires historiques - le Transilvania
- (ro) : Le déplacement de l'épave du Transilvania aux enchères
- (ro) : La proue du Transilvania remontée après 30 ans.